# 特氏刺鰍
特氏刺鰍為輻鰭魚綱合鰓目刺鰍亞目刺鰍科的其中一種，分布於非洲剛果河中下游流域，體長可達35.7公分，棲息在中底層水域，屬肉食性，可作為食用魚。